# Beaulieu (maître écrivain)
Pour les articles homonymes, voir Beaulieu.
Beaulieu est un maître écrivain français actif à Montpellier au début du XVIIe siècle.

## Biographie
Il était procureur des comptes, sans doute après de l'administration municipale ou royale. Peut-être son activité de maître écrivain fut-elle annexe.

## Œuvres gravées

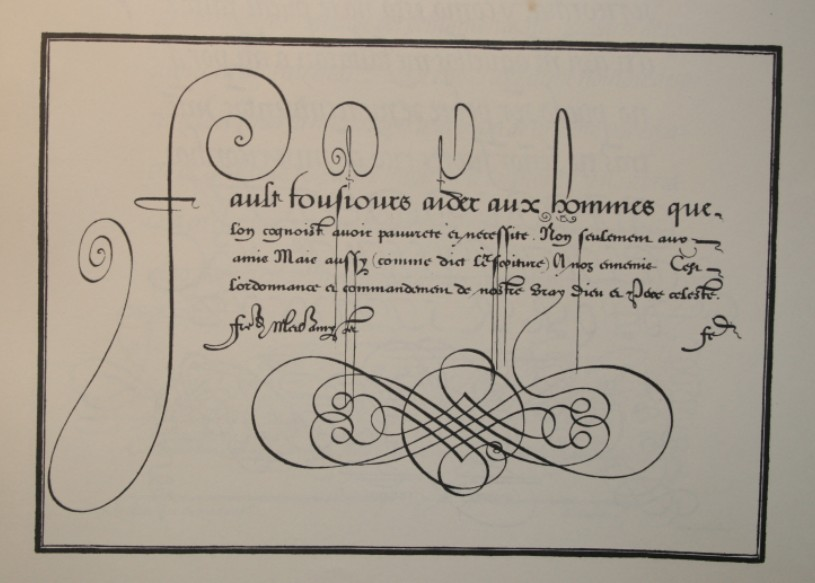
Un exemple de Beaulieu, 1599

- Exemplaires du sieur de Beaulieu, où sont monstrées fidellement toutes sortes de lettres et caractères de finances, chancelleries et autres de service.... 4°, 30 pl. grav. par Matthaeus Greuter (1599). Contient une épître dédicatoire au duc de Ventadour, datée du 8 août 1599, et un portrait de l'auteur gravé par P. Laigneau. Exemplaires à Chicago Newberry Library et Halle (Saxe-Anhalt). Cat. Destailleur n° 843. Quatre planches reproduites dans Jessen 1936 pl. 146-147.
- Exemplaires du sieur de Beaulieu, où sont monstrées fidellement toutes sortes de lettres et caractères de finances, chancelleries et autres de service.... Montpellier : l’auteur, 1635. Il s'agit en fait d'un retirage des planches de 1599. (Paris BNF, Montpellier BM (incomplet), Amiens BM).